# Stephanie Hollenstein

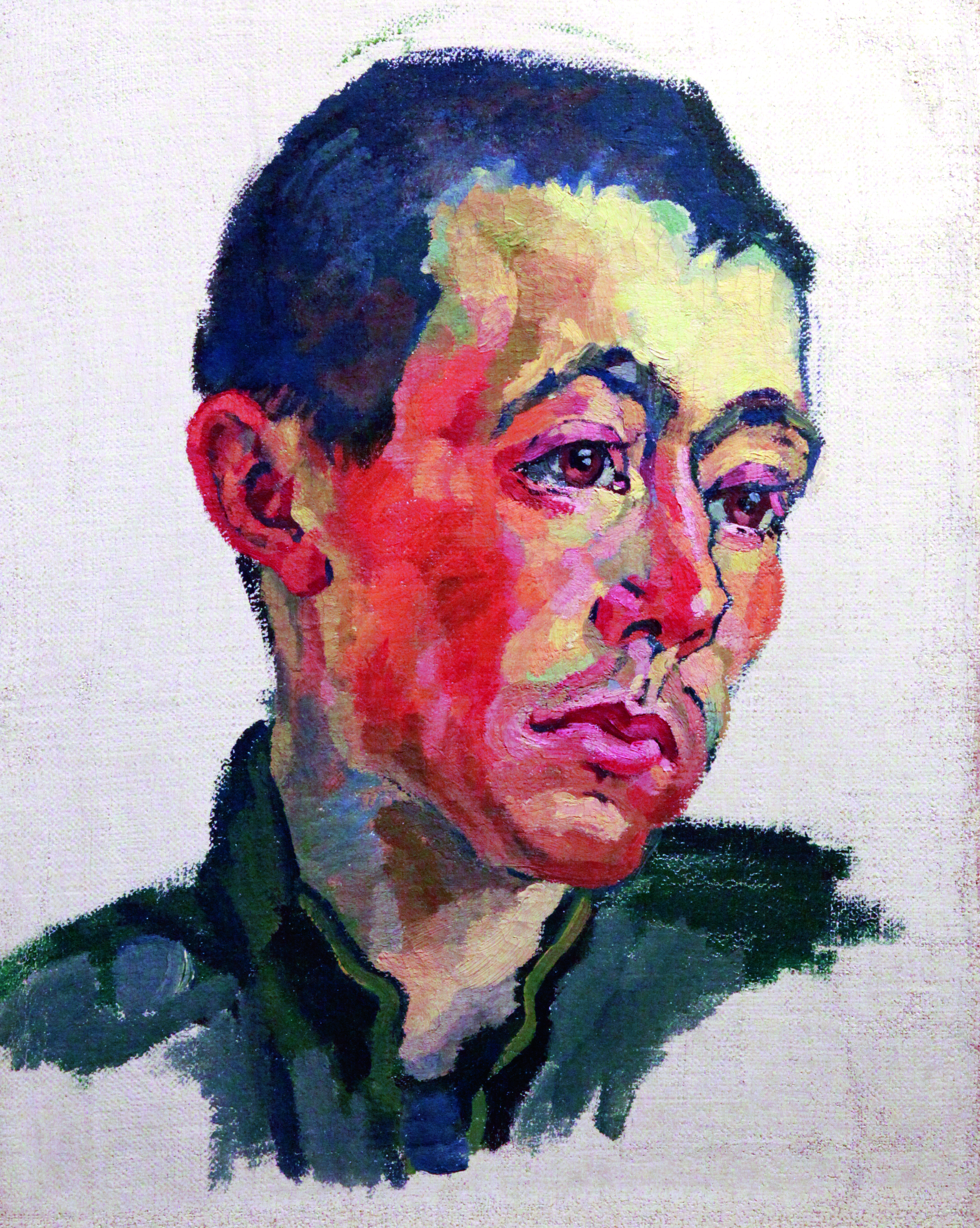
Das Bildnis eines Soldaten von 1917 wird weithin als ein Selbstbildnis der Künstlerin angesehen.

Stephanie Hollenstein (* 18. Juli 1886 in Lustenau, Vorarlberg; † 24. Mai 1944 in Wien) war eine österreichische Malerin des Expressionismus, die im Nationalsozialismus zu einer hohen Funktionärin des öffentlichen Kunstbetriebs aufstieg.

## Leben
Die prägenden Elemente in Stephanie Hollensteins Leben waren ihre Kindheit im bäuerlichen Umfeld, ihre Kriegserlebnisse und ihre Reisen. All dies schlägt sich augenscheinlich in ihrem Werk nieder. Bemerkenswert in ihrer Biografie ist unter anderem der extreme Gegensatz zwischen ihrer glühenden Begeisterung für den Nationalsozialismus einerseits und ihrem Ausbrechen aus den damaligen Wertvorstellungen andererseits – sei es durch ihr Schaffen als expressionistische Malerin oder ihre offen lesbische Lebensweise.

### Kindheit und Ausbildung

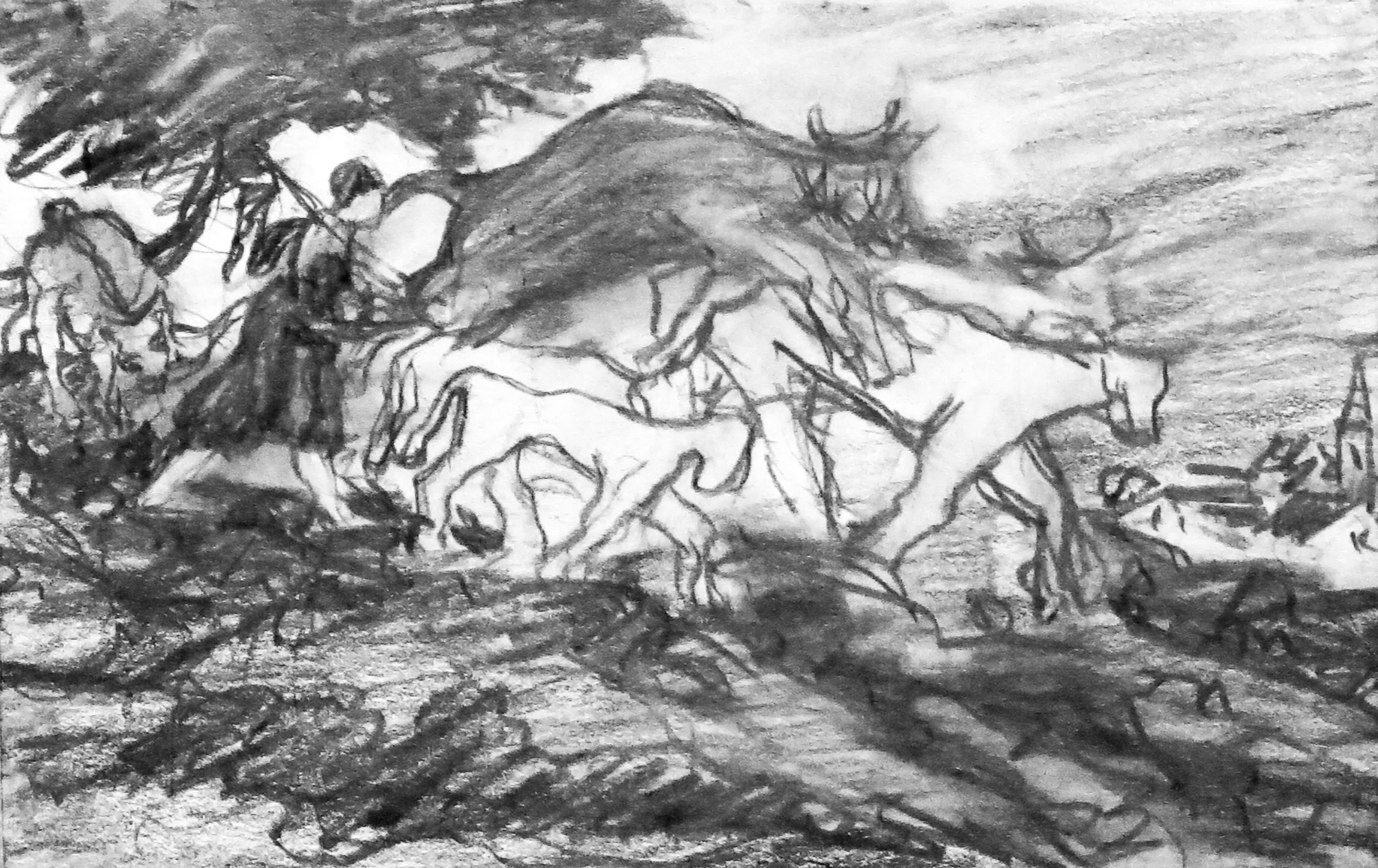
Magd treibt Kuhherde heim, 1910

Hollenstein wurde als fünftes Kind des Bauern und Stickers Ferdinand Hollenstein und seiner Gattin, Anna Maria geb. Bösch, geboren. Sie arbeitete in ihrer Jugend als Kuhhirtin auf dem elterlichen Hof. Dort entstanden erste Zeichnungen, die Hirten und Tiere zeigten. Von 1892 bis 1900 besuchte sie die Volksschule in Lustenau. Im November 1904 wurde sie aufgrund ihrer mitgebrachten Zeichnungen ohne die sonst übliche Prüfung an der Königlichen Kunstgewerbeschule München aufgenommen. Bis 1908 studierte sie in München und eröffnete danach in Schwabing eine eigene Malschule, die sie bis 1910 betrieb. In den nächsten Jahren stellte sie im Münchener Kunstverein und im Rahmen von Gruppenausstellungen im Ferdinandeum Innsbruck, in Bregenz und in Zürich aus. 1913 wurde ihr durch ein Stipendium auf Empfehlung Franz von Defreggers eine Studienreise nach Italien ermöglicht, in den Jahren 1913 bis 1914 bereiste sie daraufhin Venedig, Florenz und Rom. Ihre Malerei dieser Jahre ist stark von Vincent van Gogh beeinflusst.

### Erster Weltkrieg

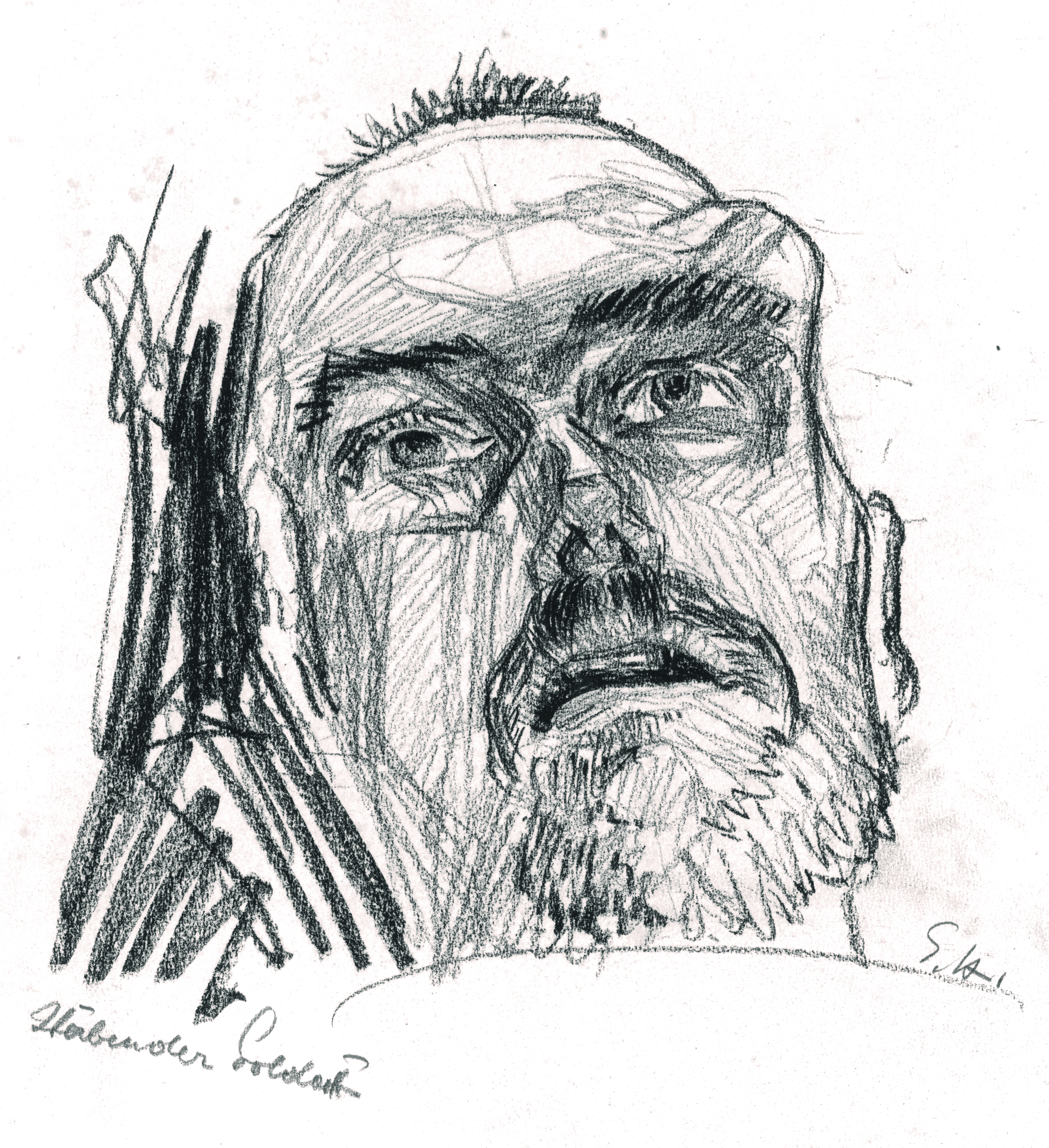
Sterbender Soldat, 1917

Im Ersten Weltkrieg machte sie zunächst einen Sanitäterinnenkurs, schloss sich aber im Mai 1915 unter dem Namen „Stephan Hollenstein“ den Vorarlberger „Standschützen“ an. Sie wurde an der Südfront eingesetzt. Während ihren Kameraden ihr Geschlecht bekannt war, wurden Vorgesetzte erst bei einem Truppenbesuch am 4. August 1915 darauf aufmerksam, worauf sie sofort nach Hause geschickt wurde. Sie ist neben Viktoria Savs eine von nur drei bekannten weiblichen Soldaten der österreich-ungarischen Armee im Ersten Weltkrieg. Das Erlebnis als Soldatin garantierte ihr bis an ihr Lebensende öffentliche Aufmerksamkeit. Bald darauf wurde sie als Kriegsmalerin für das k.u.k. Kriegspressequartier tätig und war in dieser Funktion 1916 mindestens dreimal an der Front im Einsatz. Später erhielt sie für ihren Dienst von insgesamt über 90 Tagen an der Front das Karl-Truppenkreuz. 1916/17 malte sie auch für das Heeresgeschichtliche Museum in Wien, das schließlich 87 ihrer Werke ankaufte.

### Zwanziger Jahre

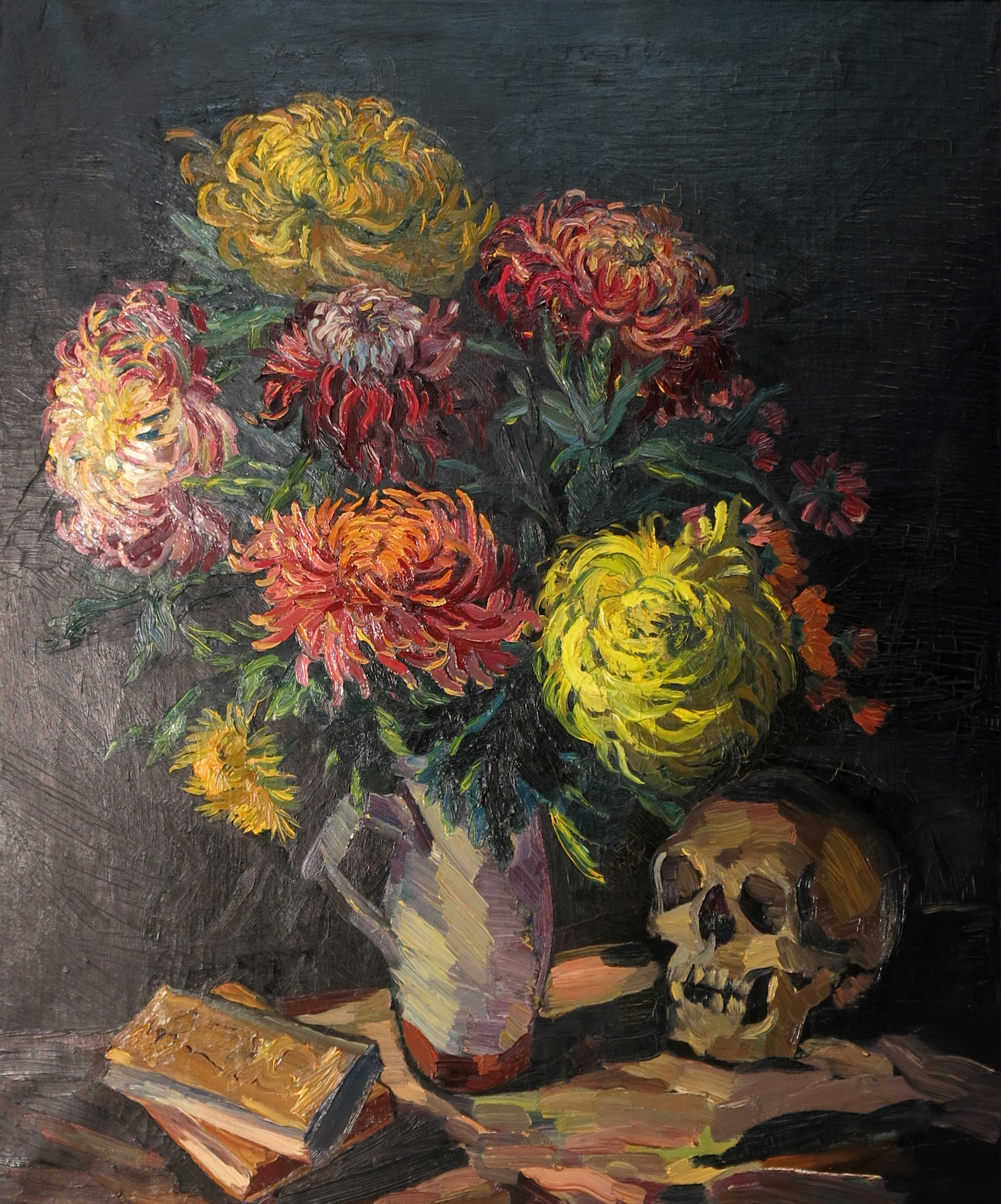
Allerseelen, 1924

Nach ihrer Kriegserfahrung lebte sie mit ihrer Freundin, der Ärztin Franziska Gross, in Wien. 1920 bis 1921 stellte sie dort erstmals in einer Ausstellung der Kunstgemeinschaft aus und bald darauf auch in Ausstellungen des Künstlerhaus Wien, der Wiener Secession und des Hagenbunds.
1926 war sie – zusammen mit Fanny Harlfinger – Mitbegründerin der Künstlerinnengruppe Wiener Frauenkunst. Sie erlangte immer größere Anerkennung als Malerin: 1924 schrieb Hans Ankwicz-Kleehoven einen ausführlichen Artikel über sie für das Allgemeine Lexikon der Bildenden Künstler von der Antike bis zur Gegenwart, in dem er ihr eine „ungemein kräftige, dabei aber harmonische Farbengebung“ bescheinigte und ihr eine „durchaus moderne Auffassung“ zuschrieb, die „jedoch immer in Naturnähe“ bleibe.
Durch einen doppelten Knöchelbruch, den sich Stephanie Hollenstein bei einem Unfall im Jahr 1928 zuzog, wurde diese Schaffensperiode für längere Zeit unterbrochen. Erst die Behandlung durch den berühmten Unfallchirurgen Lorenz Böhler – ebenfalls ein Vorarlberger –  in Wien ermöglichte ihre Genesung und eine neue künstlerisch fruchtbare Phase.

### Reisejahre

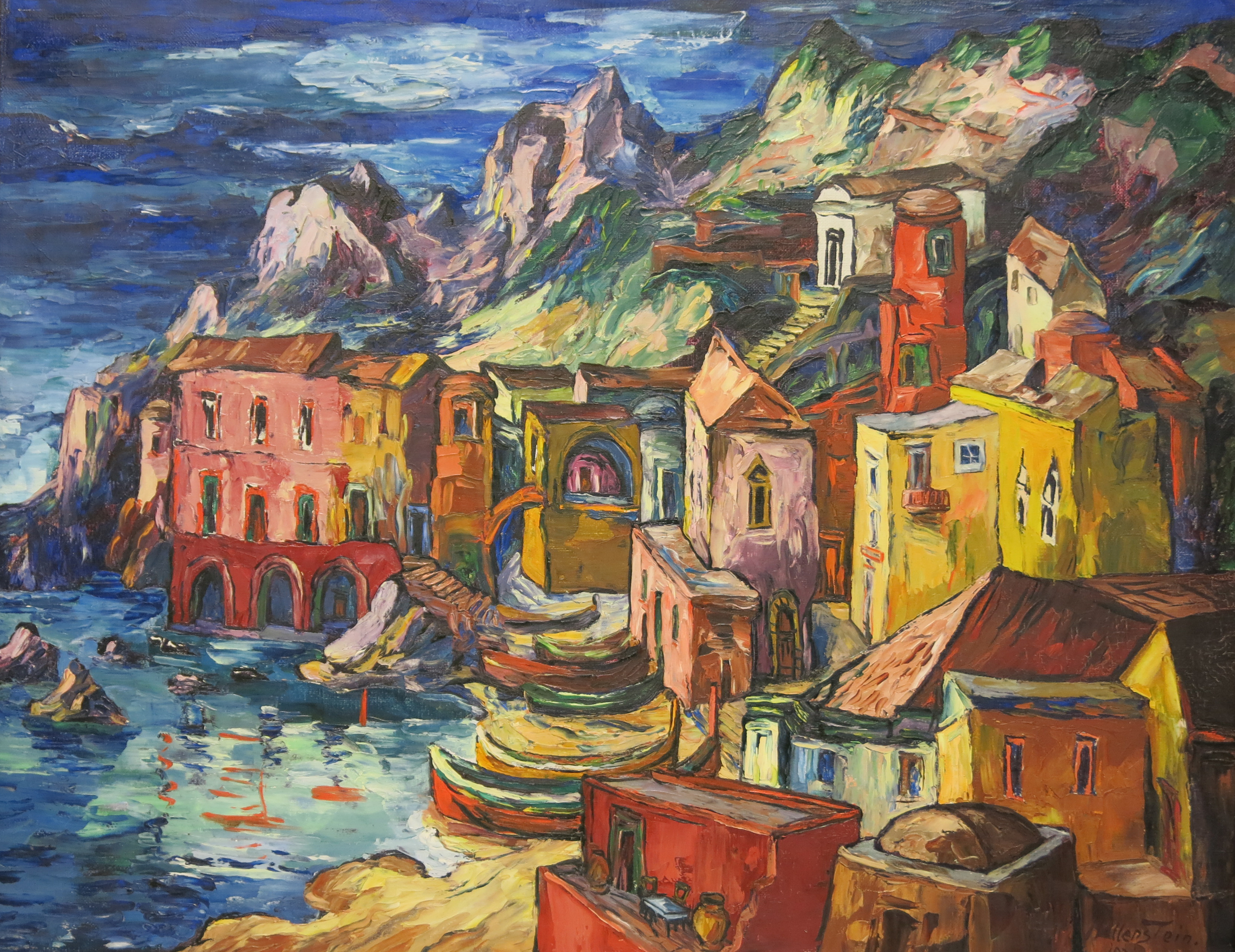
Cetara, 1931

In den Jahren 1929 bis 1932 war sie viel auf Reisen: Neben Italien bereiste sie dabei vor allem Südtirol und die Schweiz. 1931 gewann sie einen Staatspreis für ein inzwischen verschollenes Porträt ihrer Mutter, 1932 einen weiteren für das Gemälde „Alter Winkel aus dem Fleimstal“.

### Zeit des Nationalsozialismus

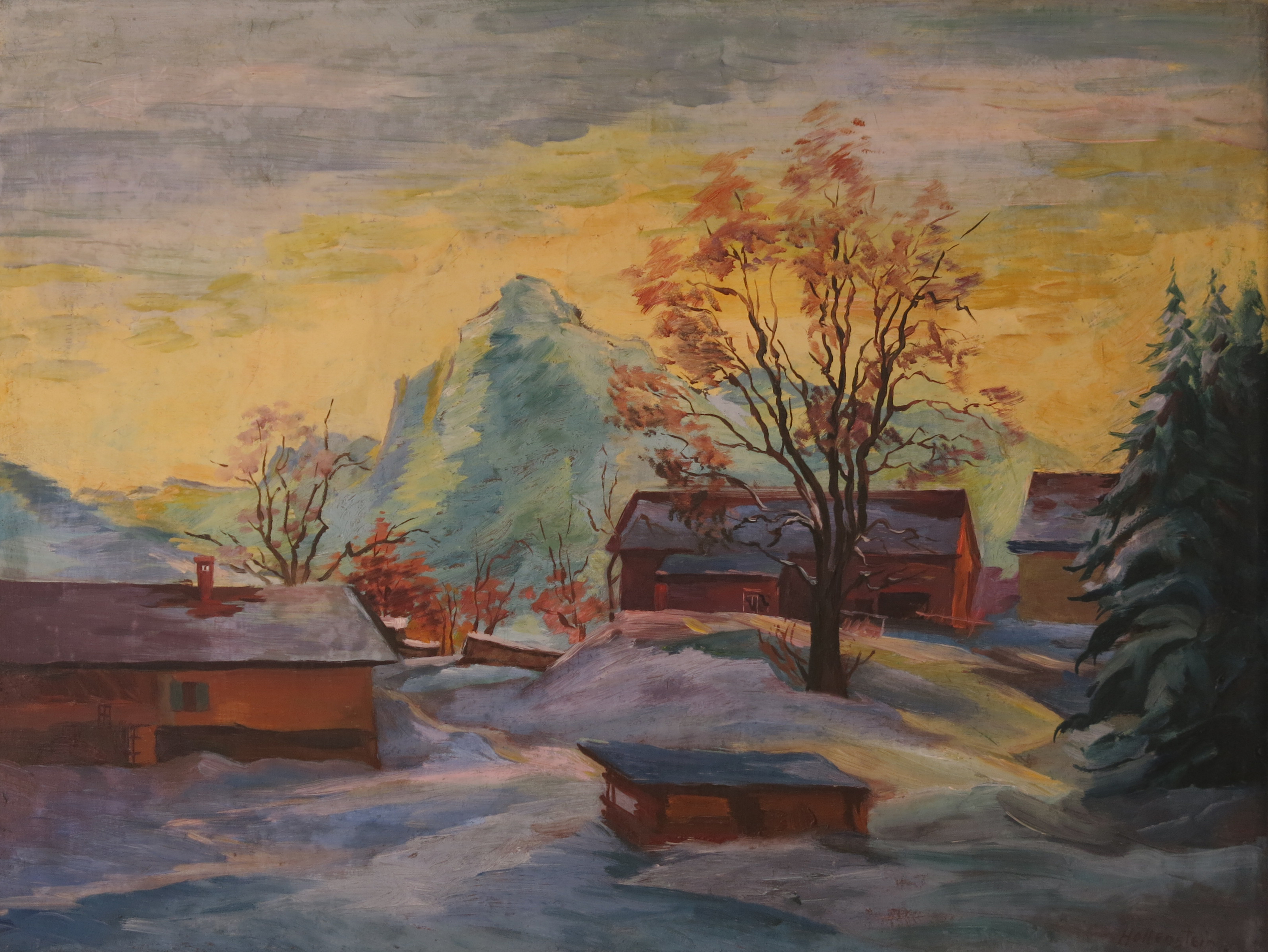
Im Walgau, 1942

In den 1930er Jahren begeisterte sie sich für den Männlichkeitskult und das militärische Menschenideal des Faschismus. Schon früh wurde sie Mitglied der in Österreich verbotenen NSDAP, nach dem „Anschluss Österreichs“ an das Deutsche Reich beantragte sie am 10. Juni 1938 die Aufnahme in die Partei und wurde rückwirkend zum 1. Mai aufgenommen (Mitgliedsnummer 6.240.350). Von Juli 1938 bis 1943 war sie Vorsitzende des 1938 als Nachfolgeorganisation der Vereinigung bildender Künstlerinnen Österreichs (VBKÖ) gegründeten Künstlerverbands Wiener Frauen (ab 1941 Vereinigung Bildender Künstlerinnen der Reichsgaue der Ostmark). Dadurch wurde sie eine der einflussreichsten österreichischen Künstlerinnen in der Zeit des Nationalsozialismus.
Erstaunlicherweise wurden gerade ihre Gemälde mit den stärksten expressionistischen Zügen aus den frühen 1930er Jahren in der nationalsozialistischen Ausstellung „Deutsche Kunst“ gezeigt. Moderne Kunst und Nationalsozialismus schienen weder für Hollenstein noch für die Machthaber in unauflöslichem Gegensatz zu stehen (in der Eigenwahrnehmung ähnelt sie hier Emil Nolde), und noch 1938 verteidigte sie das kubistische Werk ihres Vorarlberger Landsmanns Albert Bechtold öffentlich – wenn auch erfolglos – gegen den Vorwurf, „Entartete Kunst“ zu sein.
Ein Ansuchen zur Verleihung des Professorentitels wurde 1942/1943 mit der Begründung abgelehnt, dass die Künstlerin nur eine „lokale Bedeutung“ habe. Außerdem sei „nicht festzustellen, dass ihr Schaffen geeignet ist, dem von ihr betreuten Kreis von Kulturschaffenden Anregungen im Sinne der vom Führer gegebenen Richtlinien zu geben.“

### Tod und Vermächtnis
1943 trat sie aus gesundheitlichen Gründen vom Vorsitz des Künstlerverbands Wiener Frauen zurück, im Jahr darauf starb sie in Wien an den Folgen eines Herzanfalls. Ihre sterblichen Überreste wurden nach Lustenau überführt und in einem Ehrengrab der Gemeinde bestattet. Ihre beiden Schwestern Maria und Frieda verwalteten ihren Nachlass sorgsam, bevor sie ihn 1961 an die Marktgemeinde Lustenau übergaben. Als an der Stelle ihres Geburtshauses der Gebäudekomplex „Vorarlberger Stickereizentrum“ gebaut wurde, wurde auch die gemeindeeigene Galerie Stephanie Hollenstein geplant und am 4. Juli 1971 eröffnet.

## Werk
Neben Porträts stellen Hollensteins Gemälde und Grafiken meist Landschaften aus der heimatlichen Bodenseeregion, aus den Alpen oder aus dem Süden Italiens dar. Ihr farbenfroher, expressiver Stil mit einer charakteristischen Behandlung des Raumes brachte ihr den Spitznamen „Schiefmalerin“ ein.
Die bedeutendste Sammlung ihres Werks mit 94 Gemälden, 150 Aquarellen und Gouachen sowie 870 Zeichnungen, Skizzen und Studien befindet sich in der Galerie DOCK 20 – Kunstraum und Sammlung Hollenstein (vormals Galerie Stephanie Hollenstein). Ihr Nachlass wird im Gemeindearchiv Lustenau aufbewahrt. Stephanie Hollenstein ist damit die einzige österreichische Künstlerin, der ein mit öffentlichen Mitteln finanziertes umfangreiches Archiv und ein nach ihr benannter Ausstellungsraum gewidmet sind.

## Ehrungen

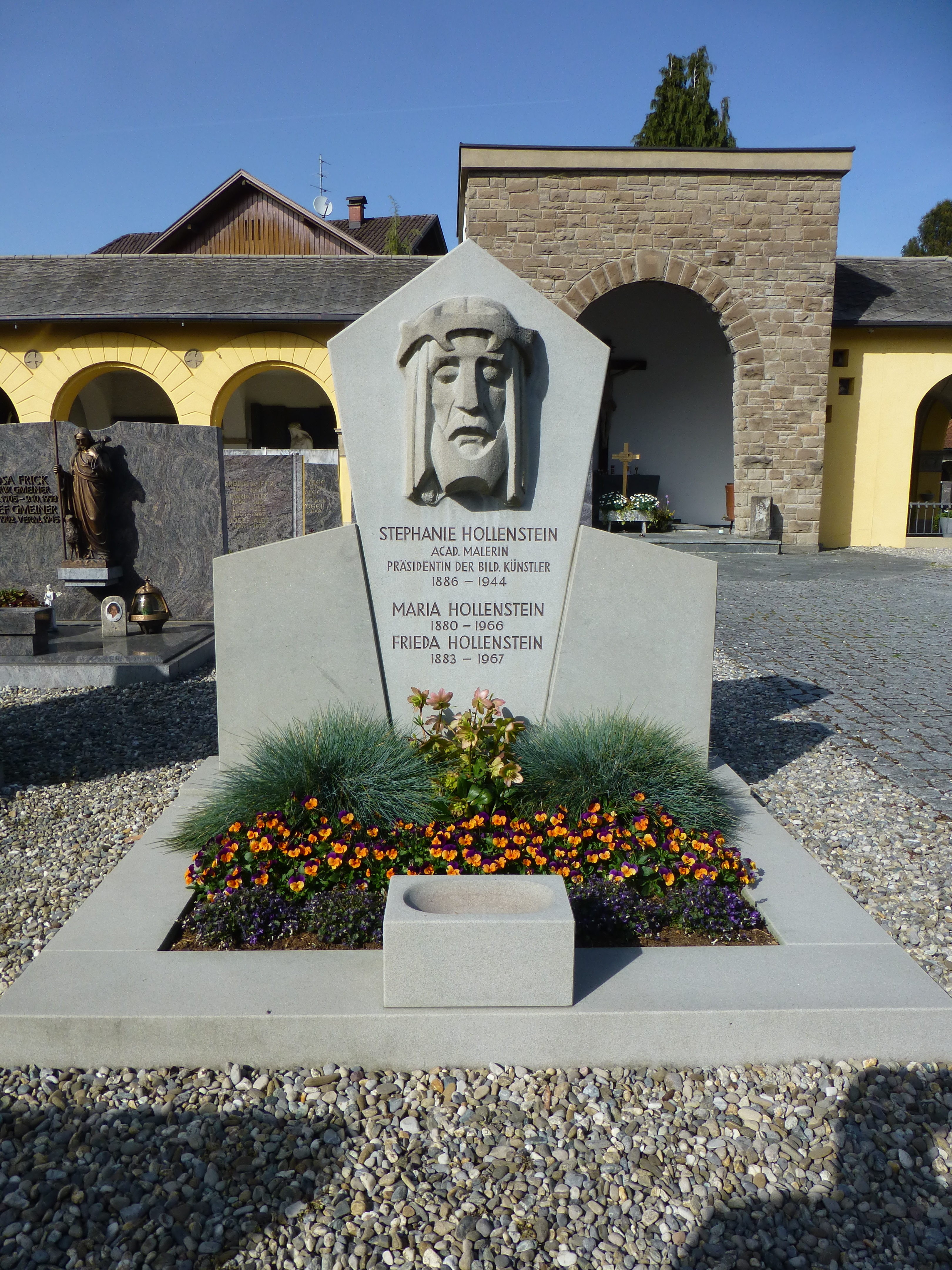
Ehrengrab in Lustenau

- Ehrengrab der Marktgemeinde Lustenau
- Büste in einem kleinen Park neben dem Lustenauer Rathaus